# Hydroxyzimtsäuren

p-Hydroxyzimtsäuren

Die Hydroxyzimtsäuren sind eine Gruppe von Polyphenolen, die zu den sekundären Pflanzenstoffen gehören. Sie sind die Hydroxyderivate der Zimtsäure. Sie bestehen aus einem C6-C3-Gerüst und unterscheiden sich in den Substituenten. Biochemisch läuft ihre Synthese über den Shikimisäureweg.
Ausgangsstoff:
- Zimtsäure (3-Phenylacrylsäure) – Zimt

deren Hydroxyderivate:
- o-Cumarsäure (2-Hydroxyzimtsäure)
- m-Cumarsäure (3-Hydroxyzimtsäure)
- p-Cumarsäure (4-Hydroxyzimtsäure)
- Kaffeesäure (3,4-Dihydroxyzimtsäure) – Kaffee

davon abgeleitet:
- 3-(3,5-Di-tert-butyl-4-hydroxyphenyl)propionsäuremethylester
- Chlorogensäure (ist ein Kaffeesäure-Chinasäure-Ester) – Sibirische Fichte, Weißdorne, Artischocke, Pfirsich, Roter Sonnenhut, Kartoffel, Brennnessel
- Cumarin (o-Cumarsäurelacton) – Ruchgräser, Doldenblütler
- Ferulasäure (3-Methoxy-4-hydroxyzimtsäure) – Stinkasant, Dill, Reis, Gräser
- Sinapinsäure (3,5-Dimethoxy-4-hydroxyzimtsäure) – Rapssaat

Von ihnen leiten sich die Monocinnamoyl-Weinsäuren ab
- Kaftarsäure (ist ein Kaffeesäure-Weinsäure-Ester) (von Kaffee)
- Cutarsäure (ist ein p-Cumarsäure-Weinsäure-Ester) (von Cumar)
- Fertarsäure (ist ein Ferulasäure-Weinsäure-Ester) (von Ferula)

und die Dicinnamoyl-Weinsäuren
- Cichoriin (ist ein Dikaffeesäure-Weinsäure-Ester) (von der Zichorie)